# سلاجقة كرمان
سلطنة سلاجقة كِرمان أو القاورديون أو آل‌ قاوَرْد (بالفارسية: سلجوقیان کرمان) هي سلطنة تابعة لسلاجقة الأتراك المُسلمين، تأسست في أجزاء من كرمان ومكران بعد ان انتزعها السلاجقة من أيدي سلالة البويهية. ابتدأت من القرن الخامس إلى نهاية القرن السادس الهجري. مؤسس هذه السلالة قارا أرسلان قاورد بك "عماد الدين و الدولة" أحمد بن جغري بك الذي حكم المنطقة بعد استسلام حاكمها البويهي أبو كاليجار صمصام الدولة. خلال هذه الفترة تم تشكيل حكومة مُستقلة في كرمان لأول مرة ووصلت هذه الأرض إلى ذروتها اقتصاديًا وثقافيًا وعلميًا وأدبيًا. في النهاية، وبعد 150 عامًا، غزا زعيم الغز ملك دينار كرمان، وسقطت سلطنة سلاجقة كرمان سنة 583 هـ / 1187 م.
منذ وفاة السُّلطان ملك شاه انتهى عصر النفوذ العسكريِّ السلجوقي، وبدأت الدولة بالانحدار والضعف تدريجياً. فقد ظهرت في أواخر عهده جماعة الحشاشين التي سبَّبت اضطراباتٍ كبيرة في شمال إيران، كما وبدأت في السنوات اللاحقة الحروب الصليبية التي خسرها السلاطنة السلجوقيُّون بعد عدَّة معارك تكبَّدوا فيها هزائم شديدة، وخسروا للصليبيِّين أجزاءً واسعة من دولتهم بما فيها الكثير من مدن الأناضول وبلاد الشام. انتهت دولة السَّلاجقة العظام في سنة 1153م (548 هـ) عندما ثار الأتراك الأوغوز على السلطان السلجوقي أحمد سنجر وزجُّوا به في السِّجن. تفكَّكت الدولة وانهارت بعد ذلك، إلا أنَّ فروعاً مختلفة من سلالة السلاجقة تمكَّنت من البقاء بعدها وحكمت أجزاءً كبيرة من البلاد الإسلامية.

## التاريخ

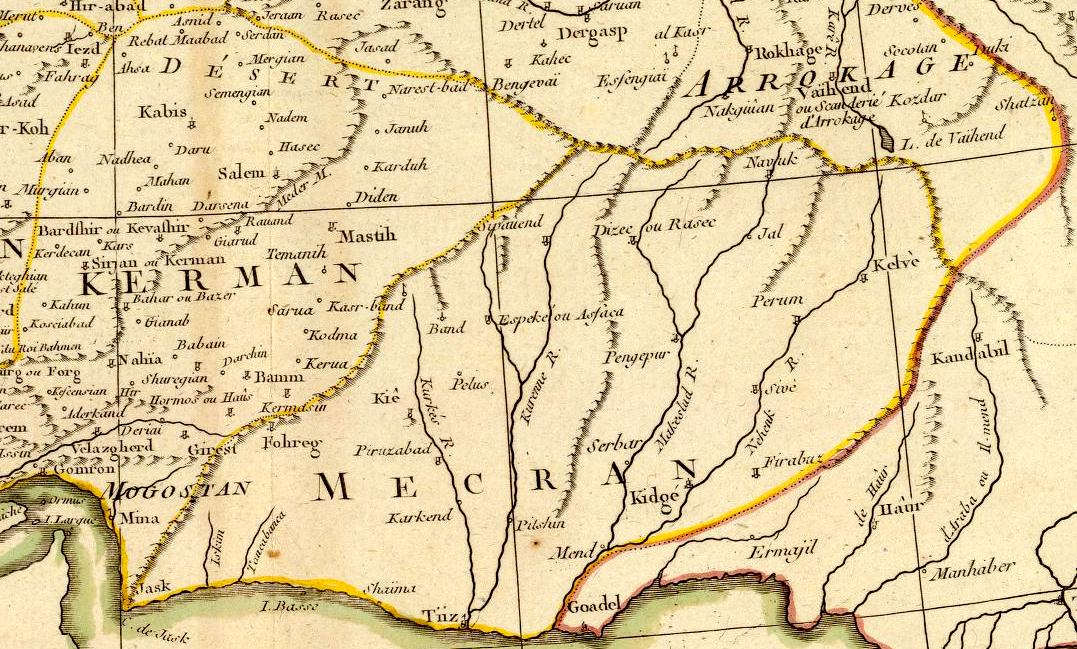
ولایة کرمان و مکران

اندلاع صراعات عسكرية بين السلاجقة والغزنويين بقيادة مسعود خليفة محمود. وانتصر السلاجقة في الاشتباكات الأولية وأصبحوا أقوى قوة عسكرية في الأراضي الشرقية للخلافة العباسية ، حتى هزم طغرل بك مسعود أخيرًا عام 431 هـ في معركة داندقان. وهكذا ، انتهت الهيمنة السياسية للغزنويين في المنطقة الواقعة خارج حدود ما وراء النهر وخراسان الكبرى واقتصر حكمهم على أفغانستان الحالية. بعد ذلك ، تلا طغرل بك الخطبة باسمه وضرب العملات المعدنية.

### تمرد قاورد
توفي ألب أرسلان عام 1072م. ولكن قبل وفاته أوصى عرشه لملك شاه الأول، ابنه الثاني. كما أعرب عن قلقه بشأن صراعات العرش المحتملة. وكان المتنافسون الرئيسيون على العرش نجله الأكبر أياز وشقيقه قاورد. كحل وسط، قدم منحًا سخية لأياز وقاورد. كما أوصى قاورد بالزواج من أرملته. كان ملك شاه يبلغ من العمر 17 أو 18 عامًا فقط عندما اعتلى العرش. على الرغم من أن أياز لم يمثل مشكلة، إلا أنه واجه مشكلة خطيرة تتمثل في تمرد قاورد. كان وزيره نظام الملك أكثر قلقًا لأنه أصبح بحكم الواقع الحاكم الفعلي للإمبراطورية خلال عهد الشاب ملك شاه. على الرغم من أن قاورد لم يكن لديه سوى جيش صغير، إلا أن الضباط التركمان في جيش ملك شاه كانوا يميلون إلى دعم قاورد. لذلك أضاف ملك شاه ونظام الملك أفواجًا غير تركية إلى الجيش السلجوقي ودعم الأرتقيين، إلى أن وقع الاشتباك في موقع معروف باسم كرك كابي (أو كيريك ) بالقرب من همدان في 16 مايو 1073.
تمكن ملك شاه من هزيمة قوات قاروت والقاء القبض عليه، وكان ملك شاه متسامحًا مع عمه. لكن نظام الملك أقنع السلطان الشاب بإعدامه. كما قام نظام الملك بإعدام اثنين من أبناء قاورد الأربعة. في وقت لاحق، قضى على معظم قادة الجيش الأتراك الذين اشتبه في أنهم من أنصار قاروت. كانت هزيمة قاروت بمثابة ضربة للطابع التركي للإمبراطورية. لكن أبناء قاروت الآخرين تمكنوا من الحكم في كرمان حيث عاشوا تابعين لملك شاه ودولتهم الصغيرة لفترة أطول من الإمبراطورية السلجوقية الكبرى.

## الأهمية

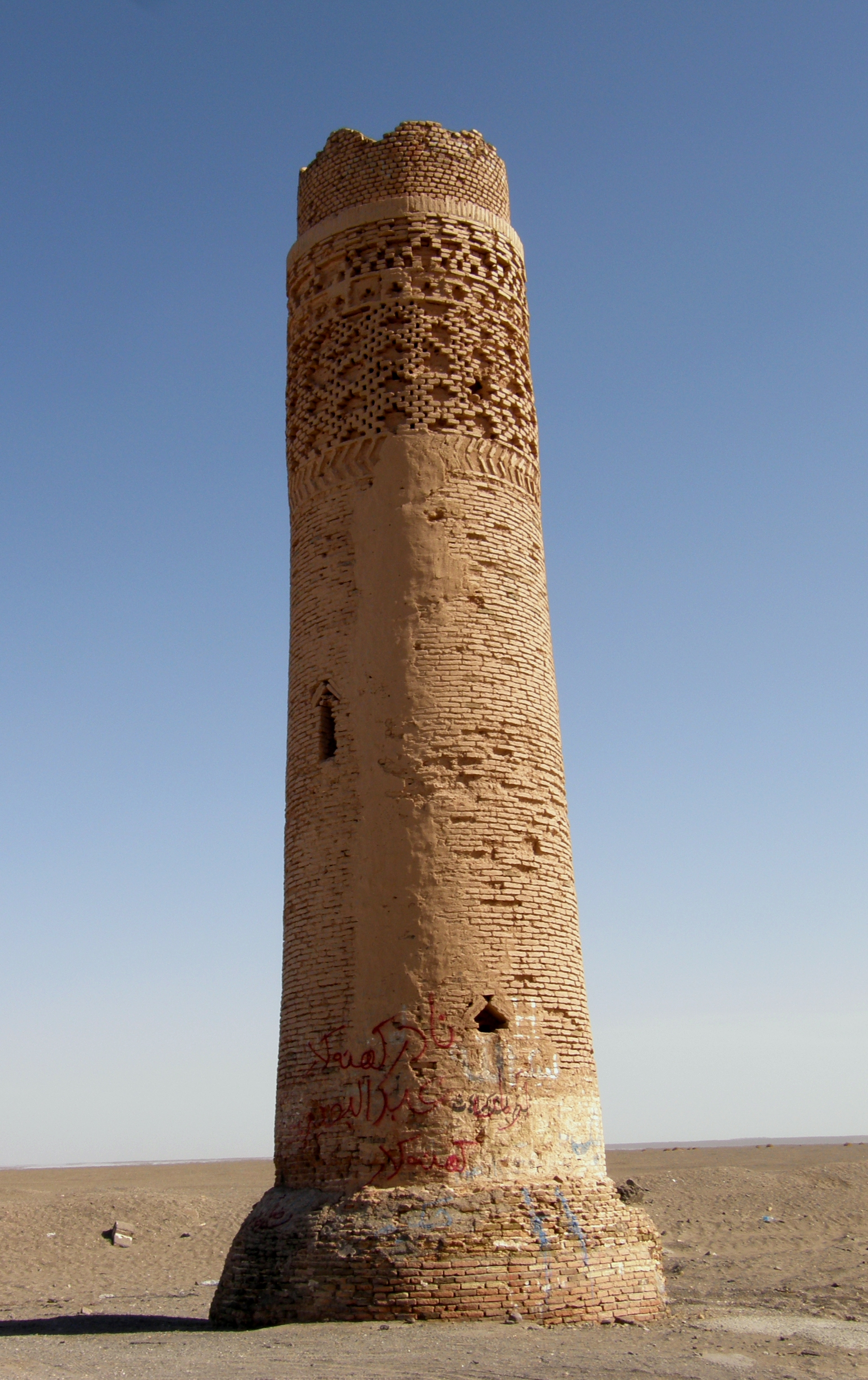
ميل نادري تعود إلى العصر السلجوقي ؛ كانت تستخدم لتحديد طريق التجار والمسافرين

كانت حكومة كرمان هي أول حكومة محلية قوية في منطقة كرمان ومكران، والتي، بالإضافة إلى الاستقرار السياسي والأمني، تمكنت من أن تخلق الازدهار الاقتصادي في المحافظات. وخلال هذه الفترة، ازدهر طريق الحرير مع ازدهار موانئ تيز وهرمز وكيش، وباعتبارها الطريق السريع لهذا الطريق الاقتصادي المهم، تمكنت من أستغلال الثروة الهائلة مع الظروف التي أوجدتها. فيما يتعلق بالظروف العلمية والاجتماعية، في هذا الوقت، وبجهود الشاه مثل محمد شاه الثاني، تم إنشاء المراكز العلمية والثقافية في كرمان، وبهذه الإجراءات أصبحت كرمان مركز العلوم في المنطقة الجنوبية الشرقية من هضبة إيران، رغم أنها كانت بعيدة عن المراكز العلمية الرئيسية. بالإضافة إلى ذلك، نمت كرمان ومكران في ظل حكم السلاجقة في الزراعة وتربية الحيوانات، وتقدم في التجارة مما أدى إلى تحسين الظروف الاقتصادية والاجتماعية.
وكواحدة من السلالات المحلية المستقلة، تمتّعت سلاجقة كرمان في نواحٍ مُختلفة بالحرية الكاملة والاستقلال عن الحكومة المركزية للسلاجقة العُظماء. وقبل وصولهم إلى السلطة، اعتاد السلاجقة التركمان على سبل العيش البدوية في سهول آسيا الوسطى. واستخدموا العديد من تقاليد قبائلهم وعشائرهم السابقة لحكم أراضيهم. ونجحوا في تشكيل حكومة محلية. تمكنت حكومة قاورد من البقاء في كرمان لنحو مائة وخمسين عامًا، تخلالها الصراعات الداخلية للسلالة السلجوقية في العراق وخراسان وأذربيجان، وفي ظل سلالة قاورد، ازدهرت الدولة في مجالات الزراعة وتربية الحيوانات والتنمية والتجارة. سبب آخر لأهمية هذه السلالة هو وجودهم وحكمهم لمناطق مثل بلاد فارس ويزد وطبس وسيستان ومكران وحتى عُمان، مما أظهر قوتهم وهيمنتهم العظيمة. ومع ذلك، فإن حكم هذه السلالة في أواخر عصرهم. كانت متدهورة ومنقسمة، لكنها وفرت خلال فترة السلطة الأمن والهدوء النسبيين ؛ وعلى الرغم من البعد عن المراكز العلمية، فإن بعض حكام هذه السلالة كان دعمًا للعلماء و أنشأوا المدارس وشجعوا أهل الشعر والأدب.
كان لأرض عُمان مكانة تجارية واقتصادية خاصة، وبما أن حاكم عمان حكم أيضًا مناطق مثل الإحساء والقطيف وأرض البحرين ، فقد اعتبر احتلال عمان إنجازًا كل هذه المناطق. وبمساعدة حاكم هرمز ، استطاع قاروت الاستيلاء على هذه المنطقة بسهولة ودون أي مقاومة من حاكم عمان شهريار بن طفيل، ومصادرة كنوزه لخزنته. ثم أطاح بحاكم عمان واحتفظ بمنصبه، وعين أميراً هناك للسيطرة على حكم عمان. من خلال أفعاله ، جعل كرمان شبه مستقلة وأمرهم بصنع علم على طراز السلاجقة مع دور القوس والسهم وتسجيل الحروف باسمه وألقابه. وكذلك من أجل التوحيد، وبذل جهودًا كبيرة للحفاظ على الاستقرار للعملات المعدنية في أراضيه ، والتي لعبت بلا شك دورًا لا يمكن إنكاره في ازدهار التجارة في كرمان والمناطق المحيطة بها.

## الديانات و المذاهب

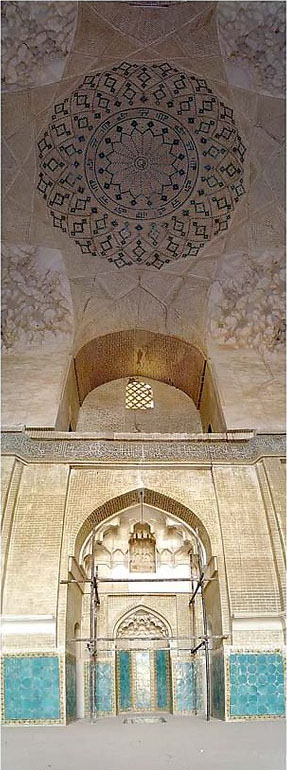
سقف مسجد ملك من مباني العصر السلجوقي

كرمان هي واحدة من المدن المميزة التي استوعبت العديد من الديانات والمذاهب الإسلامية في العصر الإسلامي. يمكن العثور على سبب هذا التعايش في الموقع الجغرافي لهذه المنطقة. انفصلت كرمان ومدن هذه الولاية عن المحافظات المجاورة الأخرى بسبب تطويقها في صحراء لوط والصحاري الشاسعة، وفي كل فترة، واعتمادًا على ضعف سلطة الحكومات الحاكمة، واجهت تطورًا وتقدمًا عمرانيًا مختلفًا. لذلك، كان عليها دائمًا أن توفر لسكانها بشكل مستقل ومكتفي ذاتيًا. ونتيجة لذلك فضل أهل هذه الأرض على الانخراط في حرب أهلية و الاضطرابات، مما أدى إلى تدمير قنوات المياه وانعدام أمن الطرق وتدمير عام لمصادر الثروة الكبرى، وعواقب ذلك على المسلمين وغير المسلمين على حد سواء. كما أن السيطرة على الظروف الطبيعية الخاصة والصعبة لبيئتهم، والتسامح والتعاون المتبادلين، قد أدى إلى تحرر أهل هذه الأرض من التعصب الديني واتباع سياسة التسامح، بحيث تكون في معظم الفترات طوائف إسلامية مختلفة مثل السنة والأئمة والإسماعيلية والصوفية والشيوخ وحتى الخوارج. في أجزاء مختلفة من الدولة، يعيشون جنبًا إلى جنب ويتصرفون إلى حد كبير بحرية في معتقداتهم ودياناتهم. أثناء الحكم السلجوقي لكرمان، كانت هذه المدينة تعتبر واحدة من المناطق السنية في إيران وكان الحنفية والشافعية يشكلون غالبية سكان هذه المحافظة. لكن باستثناء بعض الفترات التي أثر فيها الصراع الديني على كرمان، يمكن ملاحظة وجود مثل هذا التسامح بين الاختلافات الدينية المختلفة. سلاجقة كرمان على الرغم من التسامح واللطف ؛ لكن باتباعهم أسلوب السلاجقة العظام، كانوا دائمًا يدعمون ويروجون للسنة، وخاصة الدين الحنفي.
كان قاورد مؤسس سلالة السلاجقة في كرمان، وهي طائفة حنفية، وبينما حافظ على حياده الواضح، لم يدخر جهداً في دعم علماء أي طائفة. كما زاد توران شاه من قوة وتأثير علماء السنة من خلال بناء مدارس دينية. ساهمت جهود أرسلان شاه وزوجته زيتون خاتون في بناء العديد من المدارس والمساجد في كرمان وتخصيص المرافق لرعاية وتعليم المتحمسين للعلوم حول الأرض الإسلامية، وفي تقريب علماء السنة ورجال الدين من البلاط السلجوقي. بالإضافة إلى بناء العديد من المدارس الدينية في أجزاء مختلفة من محافظة كرمان مثل بردسير وجيروفت وبام، قام أيضًا ببناء مكتبة شاملة في كرمان، والتي احتوت على أكثر من خمسة آلاف مجلد من الكتب في العلوم والعلوم الإسلامية. كما اتخذ محمد شاه أيضًا خطوات لتعزيز وتقوية الدين من خلال دفع جوائز نقدية لعلماء الدين السنة. واستمر هذا الجهد في عهد طغرل شاه حتى لقّب بمحي الدين.
كما كانت الصوفية من التيارات الفكرية الشائعة في كرمان خلال العصر السلجوقي. خلال هذه الفترة، كان هناك العديد من المراكز التي لم يزورها المتصوفة والسلوكيون فحسب، بل زارتها أيضًا مجموعات مختلفة من مختلف مناحي الحياة. إن بناء عدد كبير من الأديرة والمعابد من قبل بعض السلاجقة يظهر اهتمام حكام هذه السلالة بالصوفية ودعم أتباع هذه الطائفة وأنشطتهم. وعبر الملك محمد عن ولائه للشيخ برهان الدين أبو نصر أحمد كوبناني (كهباناني)، وهو صوفي شهير في تلك الفترة، وجعله من حاشيته. كما يميل بعض الوزراء والشخصيات البارزة في الحكومة السلجوقية في كرمان إلى الصوفية ودعمها. قام الوزير بهرام شاه ومؤيد الدين ريحان، ببناء العديد من الأديرة والرباط والمقابر للصوفيين. كان الوزير نصح الدين أبو البركات ذو تأثير فترة طغرل شاه وأرسلان شاه، حيث كان يميل إلى الصوفيين ويبدو أنه اعتنق هذا التوجه. أدى وجود مثل هذا الجو السلمي إلى ازدهار الحركة الصوفية خلال هذه الفترة، حتى تمكن مشاهير الصوفيين والمتصوفة والزهاد من العمل في هذه الفترة. ومن بين هؤلاء الذين شاركوا في انتشار التصوف والصوفية في كرمان والأراضي المجاورة الأخرى الشيخ إسماعيل دياس جيروفتي وبرهان الدين كوهباناني وعود الدين كرماني.
كان الخوارج إحدى الطوائف التي على الرغم من محدوديتها، لا تزال تحافظ على وجودها في كرمان خلال فترة السلاجقة. كان معظم خوارج محافظة كرمان موجودين في بام. وبحسب المؤرخين، في القرن الرابع، قبل العصر السلجوقي، كان يوجد في بام ثلاثة مساجد، أحدها يخص الخوارج، مما يدل على كثرة أتباع هذه الطائفة في بام. بالطبع، تم قمع هذا الاتجاه بشدة في عهد توران شاه، لأنه قلل من نفوذ هذه الطائفة من خلال السيطرة على عمان التي كانت تعتبر المقر الرئيسي للخوارج في ذلك الوقت، وطارد أتباعهم وقتلهم ؛ لذلك خلال فترة حكمه ولفترة طويلة بعد ذلك، لم ترد أنباء عن تحركات كبيرة للخوارج. كما عاشت مجموعات من الحبوب في أجزاء مختلفة من محافظة كرمان خلال العصر السلجوقي، وخاصة حول بردسير وسوخته چال، وعاش معتزلة سيرجان بالقرب من الديانات الإسلامية الأخرى بأمان.

## السلالة السلجوقية في كرمان
سلاطين السلاجقة كرمان:
| الترتيب | الحاكم                                                     | فترة الحكم من - الى | فترة الحكم من - الى |
| 1       | قارا أرسلان قاورد بك "عماد الدين و الدولة" أحمد بن جغري بك | 1048                | 1073                |
| 2       | كرمان شاه بن قاورد بك                                      | 1073                | 1074                |
| 2-3     | حسين بن قاورد بك                                           | 1074                | 1075                |
| 3       | ركن الدين والدولة سلطان شاه بن قاورد بك                    | 1075                | 1084                |
| 4       | محي الدين "عماد الدولة" توران شاه بن قاورد بك              | 1084                | 1097                |
| 5       | "بهاء الدين والدولة" إيران شاه بن توران شاه                | 1097                | 1101                |
| 6       | محي الإسلام والمسلمين أرسلان شاه بن كرمان شاه              | 1101                | 1143                |
| 7       | مغيث الدنيا و الدين محمد بن أرسلان شاه                     | 1143                | 1156                |
| 8       | محي الدنيا والدين طغرل شاه بن محمد                         | 1156                | 1168                |
| 9       | أبو منصور بهرام شاه بن طغرل شاه                            | 1169                | 1174                |
| 10      | أرسلان شاه الثاني بن طغرل شاه                              | 1174                | 1176                |
| 11      | توران شاه الثاني بن طغرل شاه                               | 1177                | 1184                |
| 12-2    | محمد شاه الثاني بن بهرام شاه                               | 1184                | 1187                |